# 풀또기
풀또기(Prunus triloba var. truncata)는 장미과 벚나무속에 속하는 나무이다.
원산지는 중국이며 갈잎 떨기나무다. 2~3m쯤 자란다. 꽃은 취산화서이며 4~5월에 잎이 나기 전에 분홍색의 겹꽃이 나무 가득 핀다. 잎은 어긋나며 거꾸로 된 달걀 모양이거나 삼각형이고 끝이 뭉뚝하기도 하고 뾰족하기도 하며, 세 갈래 이상 갈라지기도 한다. 열매는 핵과인데 달걀 모양으로 동그랗고, 길이는 1~1.5cm로 연한 갈색 털이 많이 나 있으며 8월에 붉게 익는다.

## 사진

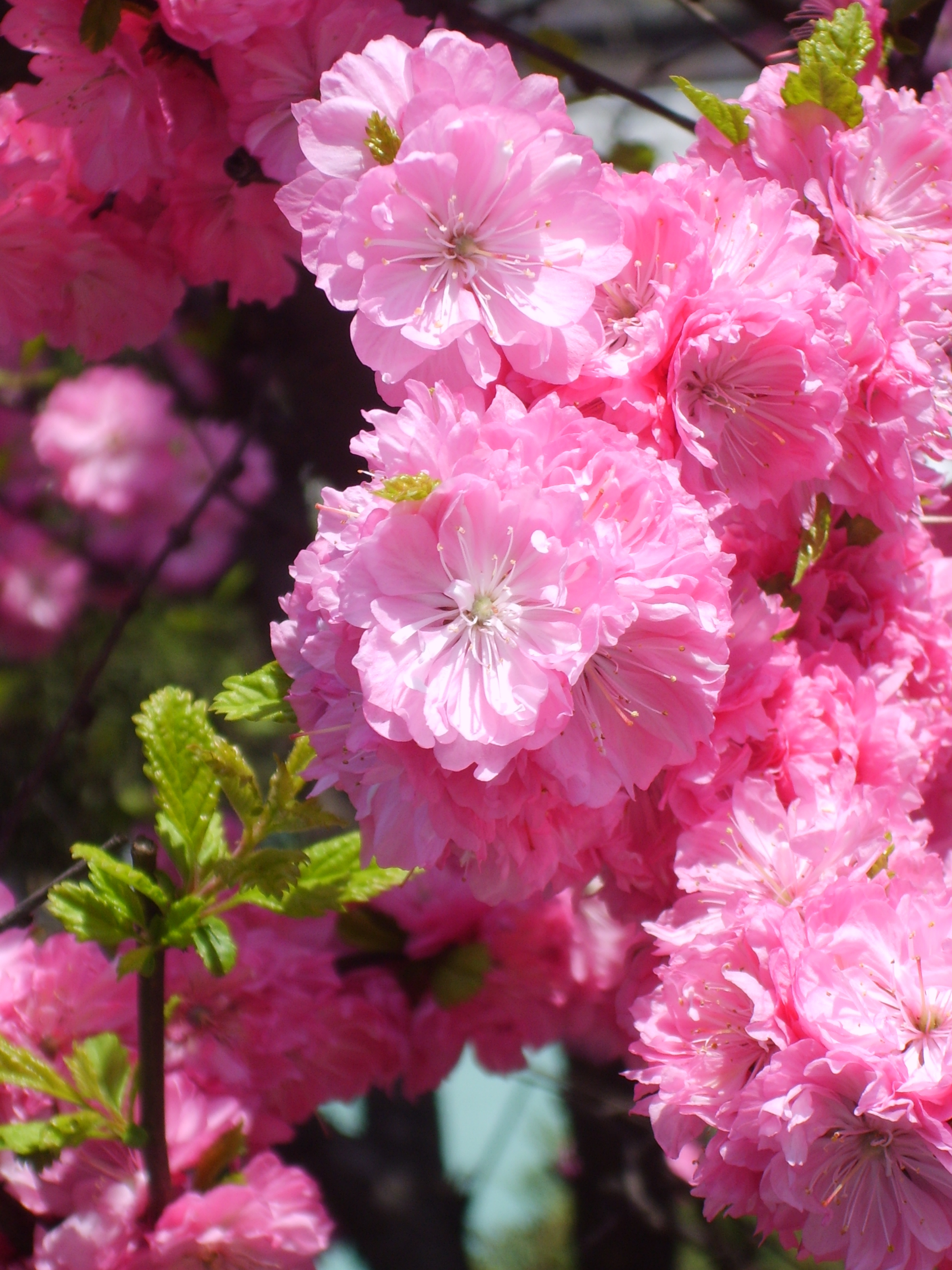
꽃
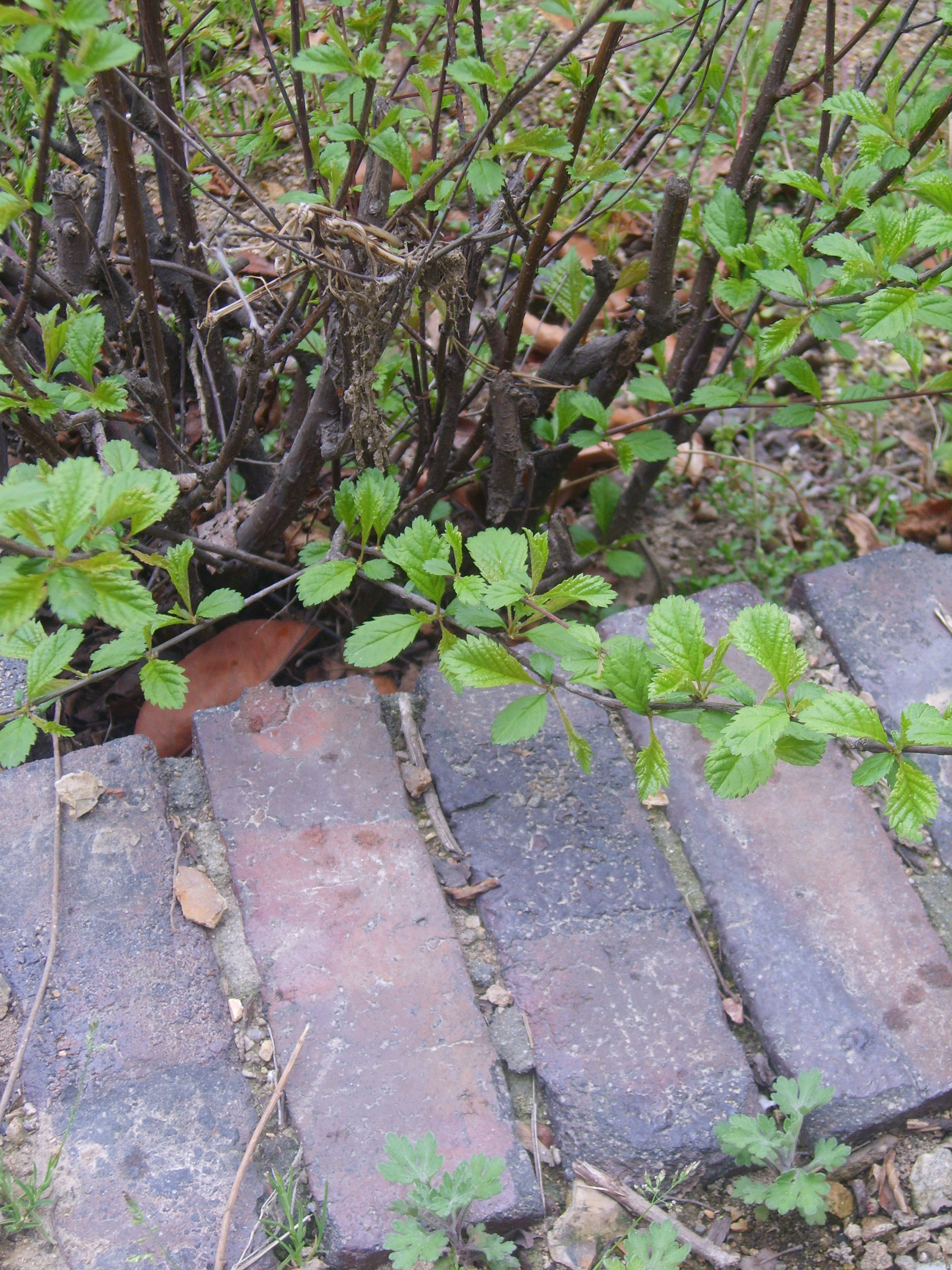
잎줄기

## 참고 문헌
- 김용식; 송근준; 안영희; 오구균; 이경재; 이유미 (2000). 《조경수목 핸드북》. 광일문화사. ISBN 898524325X.
- 풀베개